# Pim Ronhaar
Pim Ronhaar (Almelo, 20 juli 2001) is een Nederlands wielrenner uit Hellendoorn. Hij legt zich voornamelijk toe op het veldrijden. Anno 2023 rijdt hij bij de Baloise Trek Lions. In de zomer van 2024 komt hij als stagiair uit voor Lidl-Trek.

## Carrière
Ronhaar werd Nederlands en Europees kampioen veldrijden bij de junioren in het seizoen 2018-2019. Een jaar later werd hij belofte. Zijn beste resultaat in dat eerste seizoen bij de beloften was een derde plaats op het Nederlands kampioenschap. In 2020 werd hij Nederlands kampioen beloften XCO bij het mountainbiken. Op de Wereldkampioenschappen veldrijden 2021 werd hij wereldkampioen voor Ryan Kamp en Timo Kielich.

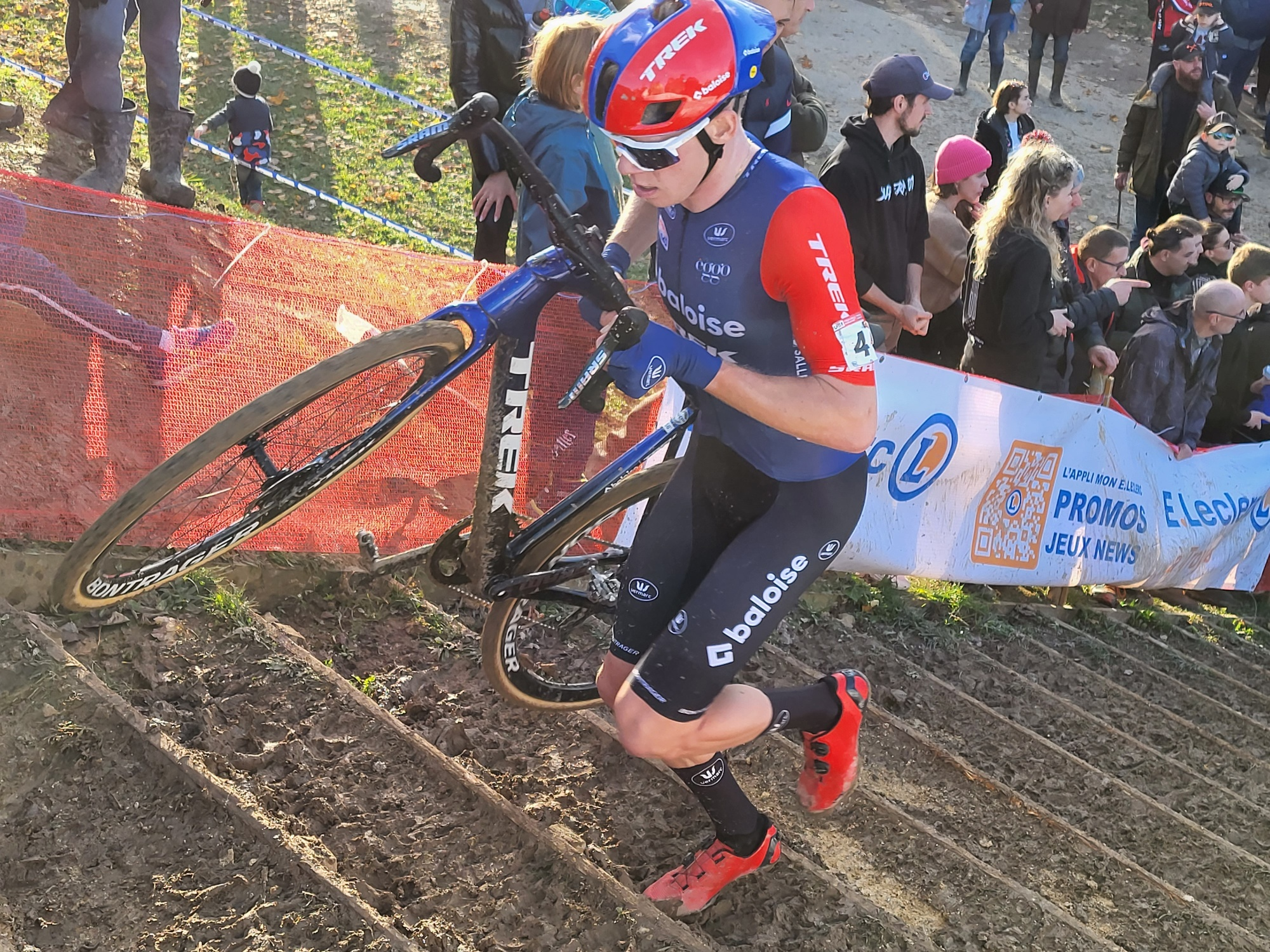
Ronhaar tijdens de wereldbeker veldrijden in Troyes in november 2023.

In het najaar van 2023 boekte Ronhaar zijn eerste wereldbekerzeges bij de elite in Dendermonde en Dublin. In januari 2024 werd hij tweede op het Nederlandse kampioenschap veldrijden.

## Palmares

### Veldrijden
Overwinningen
| Seizoen   | Wereldbeker         | Superprestige | Trofee | WK  | EK  | NK | Overige  | Totaal aantal zeges |
| --------- | ------------------- | ------------- | ------ | --- | --- | -- | -------- | ------------------- |
| 2022-2023 |                     |               |        | 16e | NVT | 4e | Mechelen | 1                   |
| 2023-2024 | Dendermonde, Dublin |               |        | 4e  | 4e  | ↑  | Waterloo | 3                   |
| 2024-2025 |                     |               |        |     |     | ↑  |          |                     |
| Totaal    | 2                   | 0             | 0      | 0   | 0   | 0  | 2        | 4                   |

Resultatentabel
| Seizoen   | Aantal zeges      | ↑   | ↑   | ↑  | WB  | SP  | X²O | UCI |
| --------- | ----------------- | --- | --- | -- | --- | --- | --- | --- |
| 2022–2023 | 1 overwinning(en) | 16e | NVT | 4e | 18e | -   | 5e  | 19e |
| 2023–2024 | 3 overwinning(en) | 4e  | 4e  | ↑  | ↑   | 26e | 17e | 4e  |
| Totaal    | 4 overwinning(en) | 0   | 0   | 0  | 0   | 0   | 0   | 0   |

### Wegwielrennen

#### Overwinningen
2022
Bergklassement Flèche du Sud
2023 - 2 zeges
Proloog Flèche du Sud
Eind- en jongerenklassement Flèche du Sud
2024 - 3 zeges
3e etappe Flèche du Sud
Eind- en puntenklassement Flèche du Sud
Proloog Ronde van de Mirabelle
Puntenklassement Ronde van de Mirabelle

### Jeugd
Wereld kampioenschap, veldrijden: 2021 (beloften)
 Europees kampioenschap, veldrijden: 2018 (junioren)
 Nederlands kampioenschap, veldrijden 2019 (junioren)
 Nederlands kampioenschap, mountainbike cross-country 2020 (beloften)
Trofee veldrijden: 2021-2022 (beloften)

## Ploegen
- 2020 –  Pauwels Sauzen-Bingoal
- 2021 –  Pauwels Sauzen-Bingoal (tot 31/05)
- 2021 –  Baloise Trek Lions (vanaf 01/06)
- 2022 –  Baloise Trek Lions
- 2023 –  Baloise Trek Lions
- 2024 –  Baloise Trek Lions
- 2024 –  Lidl-Trek (stagiair)

Bagioli · Bernard · Cataldo · Ciccone · Consonni · Declercq · Felline · Geoghegan Hart · Ghebreigzabhier · Gibbons · Hoole · Kirsch · Konrad · López · Milan · Mollema · Mosca · Nys · Oomen · Pedersen · Simmons · Skjelmose · Skujiņš · Stuyven · Tesfatsion · Theuns · Vacek · Vergaerde · Verona · Ronhaar (stagiair)